# José Vento Ruiz
José Vento Ruiz (Valencia, 3 de julio de 1925 - Madrid, 16 de marzo de 2005) fue un pintor español.
Vento cursó estudios en la Escuela de Bellas Artes de San Carlos, en Valencia, y posteriormente, gracias a una beca de la Diputación de Valencia, los amplió en Madrid. Fue cofundador del grupo Hondo junto con Juan Genovés, e impulsor de la Nueva Figuración durante la década de 1950. También fue fundador del Grupo artístico Z. De 1954 a 1960 vivió en Madrid, donde trabajó en diversas pinturas murales.
Sus obras pueden verse en los Museos de Arte Contemporáneo de Madrid y Sevilla, en el de Arte Moderno de Alejandría, en el de Arte Abstracto de Cuenca y en el de Bellas Artes de Valencia.